# Howearion hilli
Howearion hilli är en snäckart som först beskrevs av Cox 1873.  Howearion hilli ingår i släktet Howearion och familjen Helicarionidae. Inga underarter finns listade i Catalogue of Life.